# João Lisboa
João Lisboa es un municipio brasilero del estado del Maranhão. Su población estimada en 2004 era de 21.647 habitantes.

## Historia
Como resultado del talamiento de la parte Oeste del estado del Maranhão, en 1930 un pequeño poblado “Gameleira”, en el área de cobertura del municipio de Emperatriz. El desmembramiento de Emperatriz y la elevación del poblado a la condición de municipio, ocurrió el 22 de diciembre de 1961. La entonces Gameleira pasa a llamarse João Lisboa, en homenaje al escritor maranhense, Juán Francisco Lisboa.

## Turismo
Puntos turísticos: un lago y también la Iglesia Católica que está en el centro de la ciudad.